# 義興憲公主
義興憲公主（?—?），中国南北朝南齐公主，齐高帝萧道成之女。
義興憲公主在嫁給了沈文和。沈文和是沈攸之的第三子，沈文和娶萧道成之女义兴宪公主，公主早死，留下二女，沈攸之举兵反萧道成失败，与沈文和逃至华容界，自缢于林中，二女被外祖父萧道成迎还第内。齐武帝即位，听任沈攸之及诸子丧还葬墓。

## 传记资料
- 《宋書 沈攸之傳》